# Oddział „Leśnik”

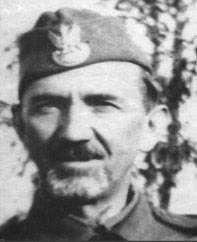
Dowódca Oddziału płk Jan Szypowski „Leśnik”

Oddział „Leśnik” – oddział bojowy Armii Krajowej powstały w trakcie walk w okresie powstania warszawskiego. Oddział występował jako zgrupowanie „Leśnik” lub batalion „Leśnik”. Został zorganizowany w pierwszych dniach powstania, walczył na Woli i Starym Mieście. Po przejściu do Śródmieścia, samodzielne grupy oddziału walczyły na odcinku Powiśle Czerniakowskie oraz częściowo w Śródmieściu Południowym.

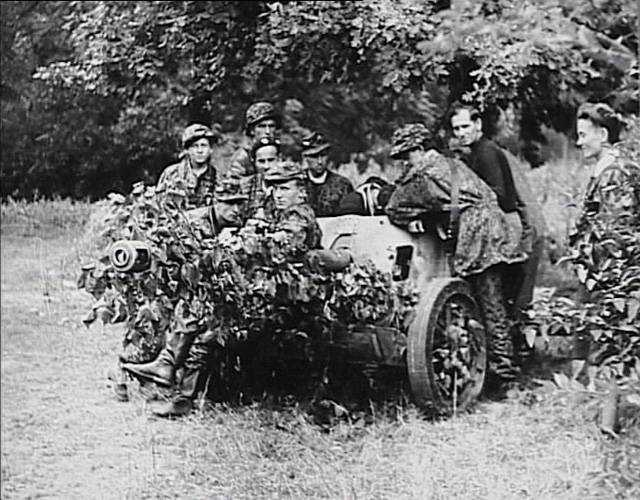
Prezentacja w Ogrodzie Krasińskich zdobycznego działka dla korespondentów prasy powstańczej. Działko zostało zdobyte 11 VIII 1944, w wypadzie na Stawki przez żołnierzy ppor. Tadeusza Wąsowskiego „Tadzika” z I plutonu 1. kompanii „Bolek” oddziału „Leśnik”

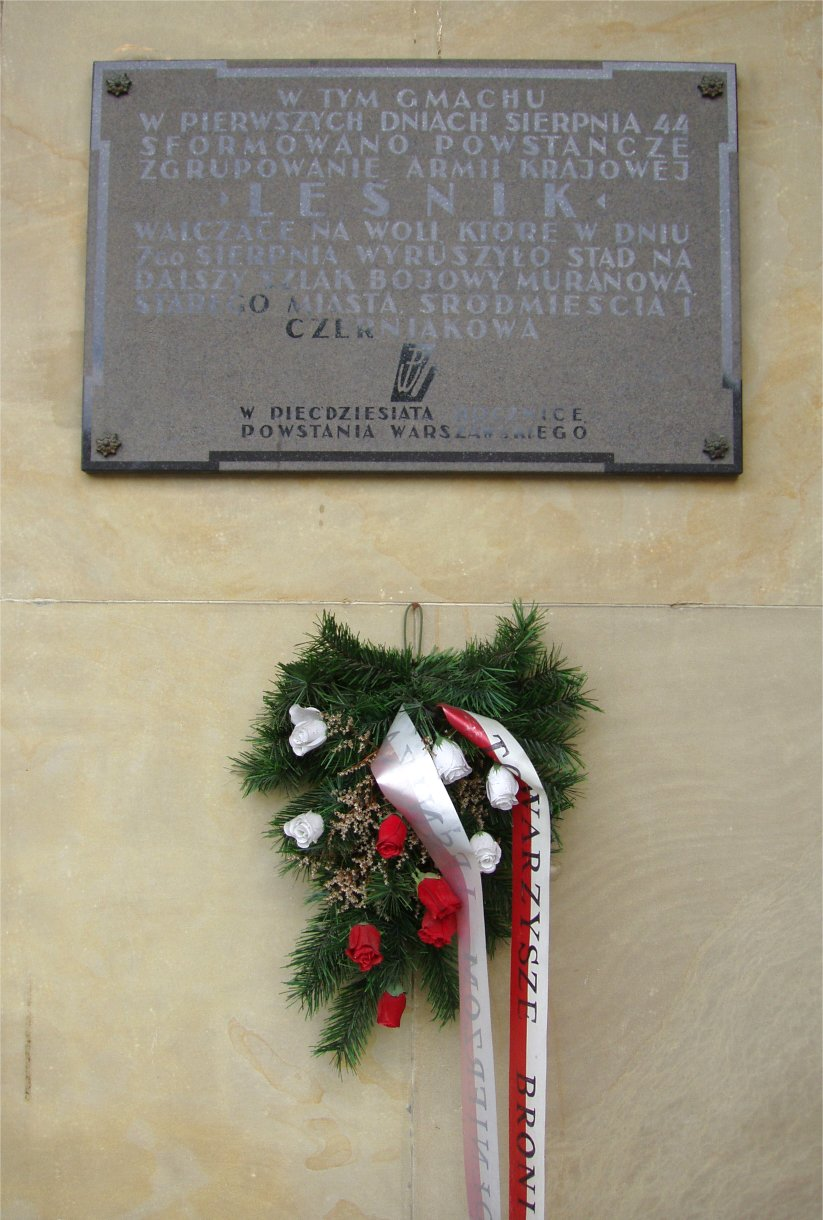
Przy al. „Solidarności” (wtedy Leszno), na ścianie Sądów

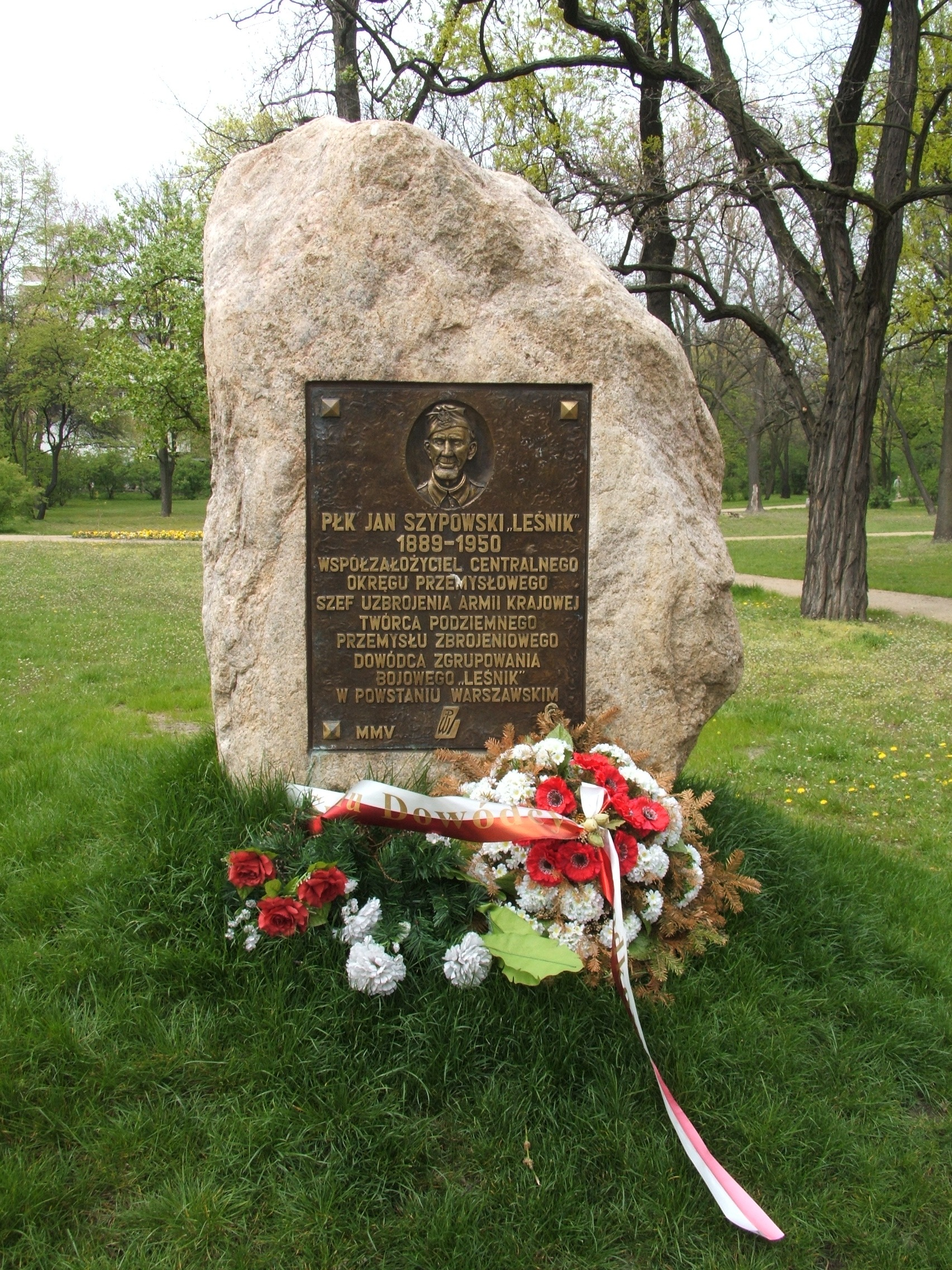
Głaz upamiętniający Jana Szypowskiego, w parku jego imienia

## Geneza oddziału
Oddział wywodził się z Szefostwa służby uzbrojenia Oddziału IV Komendy Głównej Armii Krajowej – kryptonim „Leśnictwo”, którego szefem był płk Jan Szypowski (ps. „Leśnik”).
Zadaniem „Leśnictwa” było gromadzenie, oraz produkcja broni (częściowo do 1943) m.in. pistoletów maszynowych „Błyskawica” i „Sten” i materiałów wybuchowych.

## Udział w powstaniu
1 sierpnia grupa ppłk „Leśnika” otrzymała rozkaz zajęcia gmachu Sądów na Lesznie. Przed godz. 17:00 wyruszyła z miejsca koncentracji przy ul. Chmielnej 80 w składzie dowódca i szesnastu żołnierzy i oficerów. Cały oddział był uzbrojony w pistolety maszynowe, pistolety i granaty. Oddział odegrał istotną rolę w opanowaniu koszar dywizjonu policji konnej oraz rezerwy policji granatowej przy ul. Ciepłej 13. Wieczorem tego dnia zajęty został budynek sądów.
3 sierpnia 1944 płk Szypowski otrzymał rozkaz stworzenia własnego zgrupowania i objęcia dowództwa w rejonie Leszno – ul. Żelazna – Grzybowska – plac Żelaznej Bramy – plac Bankowy – ul. Rymarska. Zgrupowanie formowano w gmachach sądów Leszno – Ogrodowa, skąd dokonywano zbrojnych wypadów w rejon getta, Hali Mirowskiej i ul. Chłodnej. W skład oddziału weszła kilkunastoosobowa grupa żołnierzy zalążku batalionu kwatermistrzostwa Komendy Głównej AK kpt. Romana Kiźnego „Smugi”, rozformowanej z braku broni 44 kompanii WSOP oraz ochotnicy.
Żołnierze oddziału, wspierali inne oddziały w zdobyciu wartowni Nordwache, która mieściła się w kamienicy na rogu ulic Chłodnej i Żelaznej. Zlikwidowano również, przy osobistym udziale ppłk. „Leśnika”, gniazdo ckm przy ul. Karmelickiej. W tym czasie zgrupowanie liczyło ok. 350 żołnierzy.
6 sierpnia, ok. godz. 9:00 żołnierze zgrupowania wzięli udział w obronie barykady przy ul. Wroniej.
Żołnierzom oddziału, wraz z wycofującymi się oddziałami III Obwodu Wola por. Wacława Stykowskiego „Hala”, udało się utrzymać linię obrony, po wycofaniu oddziałów X Zgrupowania. Jednak ze względu na niebezpieczeństwo oskrzydlenia przez atakujące od strony Woli oddziały Oskara Dirlewangera, oddział otrzymał rozkaz opuszczenia, tego samego dnia wieczorem, rejonu sądów i skierowania się na Stare Miasto. Po postoju na ul. Świętojerskiej, rankiem 7 sierpnia obsadzono wyznaczone rejony na Muranowie:
- kompanie „Bolek”, „Ludwik” i oddział zwiadowczy „Szary” – remiza tramwajowa na Muranowie;
- kompania miotaczy ognia „Haliński” – pozycje wzdłuż ul. Bonifraterskiej, frontem w kierunku getta.

9 sierpnia oddziałowi została podporządkowania kompania wolska z oddziałów Obwodu Wola. 11 sierpnia zgrupowanie początkowo podporządkowano Zgrupowaniu „Radosław”, zaś od 12 sierpnia z oddziałów Zgrupowania „Radosław” i Zgrupowania „Leśnika” utworzono odcinek północny Grupy AK Północ, pod dowództwem ppłk. Franciszka Rataja „Paweł”.
Pierwszą akcją bojową na Muranowie zgrupowania był nieudany atak na fort Traugutta. Poległo trzech żołnierzy, a wielu odniosło rany. Ciężkie walki toczono w hali autobusowej przy ul. Inflanckiej i zajezdni tramwajowej przy ul. Sierakowskiego, gdzie płk Szypowski unieszkodliwił i rozbroił dwa goliaty. Oprócz zadań bojowych „Leśnik” inicjował i organizował, przy oddziałach bojowych i w terenie, produkcję butelek zapalających, granatów i rusznikarni.
18 sierpnia płk Szypowski został ciężko ranny. Zgrupowanie, pod dowództwem Adolfa Łojkiewicza „Rysia”, zostało skierowane do obrony budynku Polskiej Wytwórni Papierów Wartościowych (PWPW). W toku ciężkich walk o ten obiekt zginęła, od wybuchu bomby lotniczej, załoga plutonu miotaczy ognia wraz z dowódcą kompanii Władysławem Miładowskim „Halicki” (ok. 30 żołnierzy i łączniczek).
27 sierpnia oddziały zgrupowania, pod ciężkim ogniem niemieckiej artylerii, zostały wycofane z PWPW. Liczebność kompanii wynosiła zaledwie 20% stanu wyjściowego. Po upadku Starego Miasta oddział przedostał się do Śródmieścia. Został skierowany w nocy z 3 na 4 września do Podobwodu Śródmieście Południowe. Resztki kompanii wolskiej pod dowództwem ppor. Stefana Kowalskiego „Jaroń” (ok. 24 żołnierzy) walczyła w rejonie ul. Książęcej, zaś po odcięciu łączności z Czerniakowem została włączona do batalionu „Stefan”. Żołnierze 1 kompanii ppor. Jerzego Szypowskiego „Bolek” (12 żołnierzy) zostali włączeni do batalionu „Czata”, zaś żołnierze kompanii miotaczy płomieni (34 żołnierzy) tworzyli jednostkę osłonową „Radosława”. Oddziały te razem ze Zgrupowaniem „Radosław” przeszli na Powiśle Czerniakowskie i zajęli kwaterę przy ul. Wilanowskiej 12. Ostatnią placówką bojową zgrupowania był dom przy ul. Solec i Wilanowskiej, który został zdobyty przez Niemców 23 września. Kompania „Jaronia” weszła natomiast 20 września w skład 72 pułku piechoty AK idąc do niewoli 3 października 1944.

## Ordre de Bataille

### 5 sierpnia 1944
Zgrupowanie „Leśnik” w dniu 5 sierpnia:
- Dowódca Zgrupowania – ppłk Jan Szypowski „Leśnik”
- Sztab – zastępca dowódcy – mjr Adolf Łojkiewicz „Ryś II”, szef sztabu – mjr Aleksander Tuk „Mir”, adiutant dowódcy – pchor. Wincenty Świątkiewicz „Wicek”, komendantka łączniczek – Joanna Żórawska „Joanna”, łączniczka – Irena Venulet „Krystyna”.
- 1 kompania – dowódca por. NN, a od 4 sierpnia por. Jerzy Szypowski „Bolek”,
  - pluton – dowódca ppor. Tadeusz Stopczyk „Lord”;
  - pluton – dowódca pchor. Zdzisław Garbicz „Wilnianin” (później „Wilnianin II”)
  - pluton – dowódca pchor. Zdzisław Krzykowski „Sowa” (zg. 9 sierpnia);
- 2 kompania – dowódca por. Leon Szrajer „Ludwik” (zg. 9 sierpnia);
  - pluton – dowódca pchor./ppor. Stefan Kowalski „Jaroń”
  - pluton – dowódca pchor. Bartłomiej Jahn „Michał”.
- oddział miotaczy ognia – dowódca por. Władysław Miładowski „Haliński”,
- oddział specjalny – produkcja granatów, min i innych środków walki – dowódca kpt. Franciszek Jan Pogonowski „Marek”;
- zwiad oddziału – dowódca pchor./ppor. Marian Gorzkowski „Szary”.
- służba sanitarna
- oddział zapasowy – dowódca mjr „Ryś”, następnie mjr „Mir”[5].

### 13 sierpnia 1944
- Dowódca Zgrupowania – ppłk Jan Szypowski „Leśnik”
- Zastępca mjr Adolf Łojkiewicz „Ryś”

- 1 kompania – ppor. Jerzy Szypowski „Bolek” (zg. po 20 września 1944 na Czerniakowie);
  - 1 pluton – ppor. Tadeusz Wąsowski „Tadzik”

- 2 kompania – ppor. Stefan Kowalski „Jaroń”
- 3 kompania „Wolska” – ppor. Eugeniusz Śmieszek „Sęp” (ranny 13 sierpnia), por. Jerzy Dominik „Wilnianin” (zg. 18 sierpnia), kpt. Stanisław Stefaniak „Stefan”;
  - 1 pluton – plut. podch. Janusz Przedborski „Ludwik”;
  - 2 pluton – st. ogn. Jan Ostrowski „Hart” (ranny 10 sierpnia), sierż. Jan Jaszczyk „Nida”;

- kompania miotaczy płomieni – por. Władysław Miładowski „Haliński” (poległ 25 sierpnia); ppor. Czesław Sobolewski „Sław” (zm. 17 września od ran, na Czerniakowie);
  - pluton – dowódca sierż./ppor. Czesław Sobolewski „Sław”;
  - pluton – dowódca sierż. Roman Kot „Polak” (rozstrzelany 23 września);
  - pluton – dowódca st. sierż. pchor. Leszek Niklewicz „Roberto” (zginął 25 sierpnia).